# Strah i prezir u Las Vegasu (1998.)
Strah i prijezir u Las Vegasu (eng. Fear and Loathing in Las Vegas) je film iz 1998. godine, režisera Terryja Gilliama, baziran na istoimenom romanu američkog autora Huntera S. Thompsona iz 1971.
Radnja filma prati Raoula Dukea, športskog novinara, koji dobiva zadaću napisati članak o motorističkoj utrci u Las Vegasu, a kasnije i o tamošnjoj policijskoj konvenciji o narkoticima.  Na putovanju mu se pridružuje njegov odvjetnik Dr. Gonzo, poludjeli Samoanac.  Opremivši se velikim količinama raznih droga i alkohola, odlučuju se provesti u gradu; neprestano pod utjecajem opojnih sredstava doživljavaju nevjerojatne halucinacije, uništavaju hotelske sobe i automobile, krše zakone i teroriziraju lokalno stanovništvo.  Priča filma (i knjige) se djelomično oslanja na iskustva Thompsona i Oscara Zeta Acoste na njihovom putu u Las Vegas.

Osim iskustvima s drogom, film se bavi i ondašnjim američkih društvom i načinom života, političkim problemima koji su zaokupljali hippie-generaciju iz šezdesetih koja se tada već nalazila na zalasku.  

Dukea (baziranog na Thompsonu) glumi Johnny Depp koji je za tu potrebu neko vrijeme čak i živio s piscem i proučavao njegovo ponašanje te uzeo neke njegove stvari koje su su korištene u filmu.  Sam Thompson se u filmu pojavljuje kao jedan od gostiju u sceni kada se Duke dosjeća događaja iz kluba u San Franciscu.  Benicio del Toro se za svoju ulogu udebljao 18 kilograma te je također proveo neko vrijeme proučavajući život Acoste.  U sporednim ulogama se pojavljuju Tobey Maguire (uplašeni autostoper), Cameron Diaz (djevojka u liftu), Christina Ricci (mlada slikarica) i Ellen Barkin (prestravljena konobarica). 

Film je režirao Terry Gilliam koji je zamijenio Alexandera Coxa i scenarij koji je on napravio s Todom Daviesom (Thompson je također bio nezadovoljan njihovim pristupom filmu).  Iako ništa od njihovog materijala nije korišteno u Gilliamovoj verziji, odlukom udruge scenarista (Writers Guild of America, WGA) njihova imena su morala biti napisana među autorima.  Gilliam je iz nezadovoljstva tom odlukom napustio WGA i na prvim projekcijama filma imao uvod u kojemu je Michael Palin kao voditelj uvjeravao publiku da nijedan scenarist nije umješan u izradu ovog filma.  U SAD-u je film zaradio samo 10,5 milijuna dolara (troškovi snimanja su bili 18 milijuna), ali stekao je brojne poklonike.